# مخيم خرز للاجئين (المضاربة والعارة)

تعديل مصدري - تعديل

مخيم خرز للاجئين هي إحدى قرى عزلة العارة بمديرية المضاربة والعارة التابعة لمحافظة لحج في اليمن، بلغ تعداد سكانها 4949 نسمة حسب تعداد اليمن لعام 2004.